# Ethel Barrymore
Ethel Barrymore, pseudonimo di Ethel Mae Blythe (Filadelfia, 15 agosto 1879 – Hollywood, 18 giugno 1959), è stata un'attrice statunitense.

## Biografia

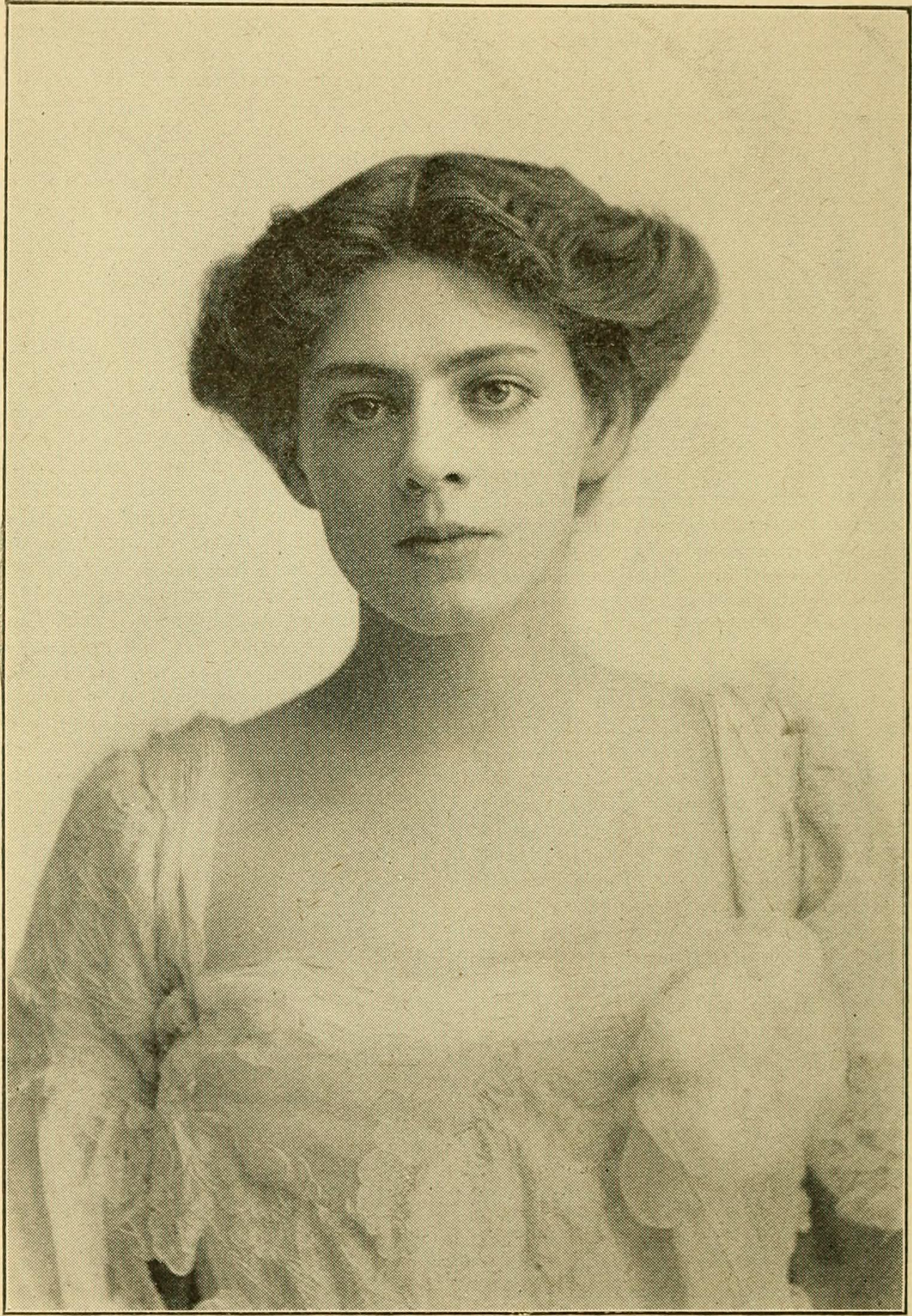
Ethel Barrymore nel 1896

Insieme ai fratelli John e Lionel, Ethel Barrymore fece parte della famiglia artistica più celebre della storia dello spettacolo. Suo padre era il famoso attore Maurice Barrymore, sua madre Georgiana era sorella della star di Broadway, John Drew, Jr. e del popolare Sidney Drew. Figlia d'arte, da piccola studia in un convento, e nel 1901 fa il suo debutto teatrale a Broadway nella pièce Captain Jinks of the Horses Marines.

### Il teatro
Dotata di una bellezza particolare, di un vivido temperamento drammatico e di un suadente tono di voce, Ethel diventa in breve una star teatrale, grazie ad acclamate interpretazioni, come quella di Nora in Casa di bambola di Ibsen (1905) e di Giulietta nel capolavoro shakespeariano Romeo e Giulietta (1922).
Intanto presta il suo talento e la sua determinazione per appoggiare l'"Actor's Equity Association", sindacato degli attori di cui sarà supporto fondamentale fino al 1919. L'attrice si è sposata una sola volta, con Russell Griswold Colt con cui ebbe tre figli, tra cui l'attrice Ethel Barrymore Colt. Il loro matrimonio iniziato nel 1909 si concluse nel '23.

### Il cinema
Intanto Ethel debutta anche nel cinema, partecipando al film muto The Nightingale (1914). Negli anni dieci prenderà parte a qualche altra pellicola, ma il suo primo vero film di successo sarà quello girato accanto ai fratelli Lionel e John, Rasputin e l'imperatrice (Rasputin and the Empress, 1932).
Negli anni quaranta l'attrice si defila dal teatro per dedicarsi al cinema, prendendo parte ad una fortunata serie di film drammatici, a cui presta il suo istrionismo in ruoli di donne arcigne e bisbetiche, ma in fondo bonarie. Tra i tanti titoli ricordiamo Il ribelle (None But the Lonely Heart, 1944), per cui si guadagna un premio Oscar, La scala a chiocciola (The Spiral Staircase, 1946) di Robert Siodmak, e Ritratto di Jennie (Portrait of Jennie, 1948) di William Dieterle.
Ethel Barrymore muore ad Hollywood il 18 giugno del 1959 causa di problemi cardiaci all'età di settantanove anni.

## Filmografia parziale

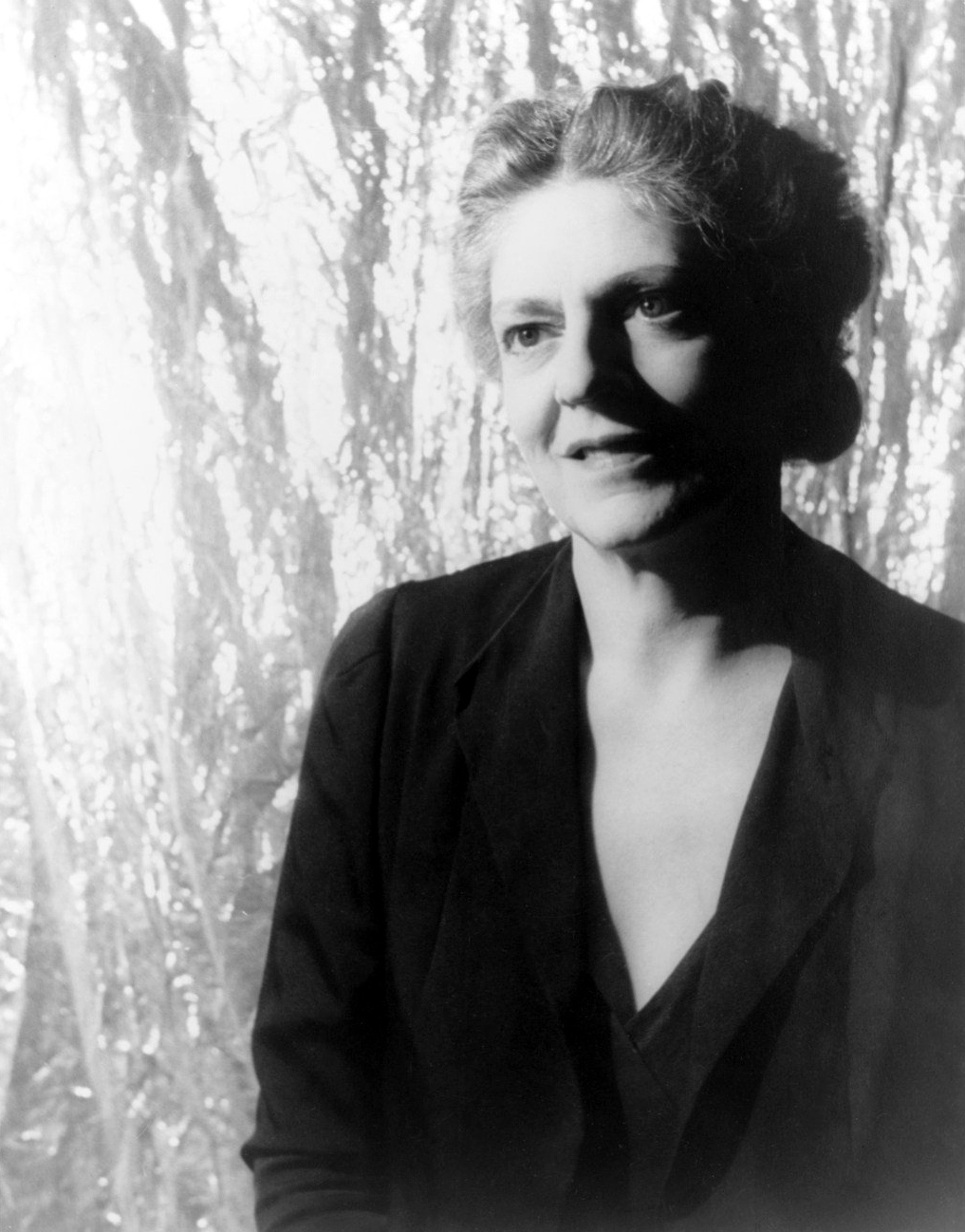
Ethel Barrymore nel 1937

### Cinema
- The Nightingale regia di Augustus E. Thomas (1914)
- The Final Judgment, regia di Edwin Carewe (1915)
- The Kiss of Hate, regia di William Nigh (1916)
- The Awakening of Helena Ritchie, regia di John W. Noble (1916)
- The White Raven, regia di George D. Baker (1917)
- The Call of Her People, regia di John W. Noble (1917)
- The Greatest Power, regia di Edwin Carewe e Edward LeSaint (1917)
- The Lifted Veil, regia di George D. Baker (1917)
- Life's Whirlpool, regia di Lionel Barrymore (1917)
- The Eternal Mother, regia di Frank Reicher (1917)
- L'ambiziosa (An American Widow), regia di Frank Reicher (1917)
- National Red Cross Pageant, regia di Christy Cabanne (1917)
- Our Mrs. McChesney, regia di Ralph Ince (1918)
- The Divorcee, regia di Herbert Blaché (1919)
- Rasputin e l'imperatrice (Rasputin and the Empress) regia di Richard Boleslawski (1932)
- All at Sea, regia di E.H. Kleinert (1933)
- Il ribelle (None But the Lonely Heart), regia di Clifford Odets (1944)
- La scala a chiocciola (The Spiral Staircase) regia di Robert Siodmak (1945)
- La moglie celebre (The Farmer's Daughter) regia di Henry C. Potter (1947)
- Rose tragiche (Moss Rose), regia di Gregory Ratoff (1947)
- L'amore senza volto (Night Song) regia di John Cromwell (1947)
- Il caso Paradine (The Paradine Case) regia di Alfred Hitchcock (1947)
- La luna sorge (Moonrise) regia di Frank Borzage (1948)
- Il ritratto di Jennie (Portrait of Jennie) regia di William Dieterle (1948)
- Il grande peccatore (The Great Sinner), regia di Robert Siodmak (1949)
- Il Danubio rosso (The Red Danube), regia di George Sidney (1949)
- Il bacio di mezzanotte (That Midnight Kiss), regia di Norman Taurog (1949)
- Pinky, la negra bianca (Pinky), regia di Elia Kazan e (non accreditato) John Ford (1949)
- Il segreto del lago (The Secret of Convict Lake), regia di Michael Gordon (1951)
- Kind Lady, regia di John Sturges (1951)
- L'ultima minaccia (Deadline), regia di Richard Brooks (1952)
- Il sogno dei miei vent'anni (Just for You), regia di Elliott Nugent (1952)
- Storia di tre amori (The Story of Three Loves), regia di Vincente Minnelli e Gottfried Reinhardt (1953)
- Tu sei il mio destino (Young at Heart), regia di Gordon Douglas (1954)

### Televisione
- Climax! – serie TV, episodio 1x02 (1954)
- General Electric Theater – serie TV, episodio 4x08 (1955)

### Apparizioni in film e documentari
- Some of the Best: Twenty-Five Years of Motion Picture Leadership documentario (1949)

## Teatro (parziale)
- Captain Jinks of the Horse Marines, di Clyde Fitch (Broadway, 4 febbraio 1901)
- Casa di bambola, di Henrik Ibsen (Broadway, 2 maggio 1905)
- Déclassée, di Zoë Akins (Broadway, 6 ottobre 1919)
- Romeo e Giulietta, di William Shakespeare (Broadway, 27 dicembre 1922)
- La scuola della maldicenza, di Richard Brinsley Sheridan (Broadway, 4 giugno 1923)
- Amleto, di William Shakespeare (Broadway, 10 ottobre 1925)
- Il mercante di Venezia, di William Shakespeare (Broadway, 26 dicembre 1925)
- Costanza di William Somerset Maugham (Maxine Elliott's Theatre, 29 novembre 1926).

## Riconoscimenti
Per il suo contributo all'industria cinematografica, le venne assegnata una stella sulla Hollywood Walk of Fame al 7001 di Hollywood Blvd.
- Premi Oscar 1945 – Oscar alla miglior attrice non protagonista per Il ribelle
- Premi Oscar 1947 – Candidatura all'Oscar alla miglior attrice non protagonista per La scala a chiocciola
- Premi Oscar 1948 – Candidatura all'Oscar alla miglior attrice non protagonista per Il caso Paradine
- Premi Oscar 1950 – candidatura all'Oscar alla miglior attrice non protagonista per Pinky, la negra bianca

## Doppiatrici italiane
- Giovanna Scotto in La scala a chiocciola, Il caso Paradine, Il ritratto di Jennie, L'ultima minaccia
- Lola Braccini in Il grande peccatore, Il segreto del lago, Storia di tre amori, Tu sei il mio destino
- Tina Lattanzi in La moglie celebre, Pinky, la negra bianca, Il sogno dei miei vent'anni
- Franca Dominici in Rasputin e l'imperatrice (ridoppiaggio)[2], Tu sei il mio destino (ridoppiaggio)
- Wanda Capodaglio in La luna sorge
- Marzia Ubaldi in Il ribelle (ridoppiaggio)